# A Study in Scarlet
A Study in Scarlet er en amerikansk stumfilm fra 1914.

## Medvirkende
- Francis Ford som Sherlock Holmes.
- John Ford som Dr. John H. Watson.
- Grace Cunard.
- Harry Schumm.